# Lynn Abbey
Marilyn Lorraine „Lynn” Abbey (n. 8 septembrie 1948, Peekskill, New York, SUA) este o scriitoare americană. A început să publice în 1979 odată cu romanul Daughter of the Bright Moon și povestirea „The Face of Chaos”. După începutul său, a avut parte de  încurajări de la Gordon R. Dickson.
În anul 1980 s-a căsătorit cu Robert Asprin și a devenit co-editor la Thieves World books. De asemenea a contribuit la alte serii de cărți, cum ar fi: Heroes in Hell și Merovingen Nights.
Lynn Abbey și Robert Asprin au divorțat în anul 1993, așa că Abbey s-a mutat în Oklahoma City. A continuat să scrie romane în această perioadă. Afundată în supărarea vieții amoroase, aceasta s-a concentrat asupra muncii, ca în 2002 să revină la editura Thieves World books, cu un roman intitulat Sanctuary. După aceea a început să editeze noi antologii.